# Manettia pauciflora
Manettia pauciflora är en måreväxtart som beskrevs av Dusen. Manettia pauciflora ingår i släktet Manettia och familjen måreväxter. Inga underarter finns listade i Catalogue of Life.